# Marcos Juárez
Marcos Juárez – miasto w Argentynie, położone we wschodniej części prowincji Córdoba.

## Opis
Miejscowość została założona w 1887 roku. Przez miasto przebiega autostrada RN9 Rosario-Córdoba.

## Miasta partnerskie
- Genola –  (Włochy)
- Gongqingcheng -  (Chiny)